# Seguipersone

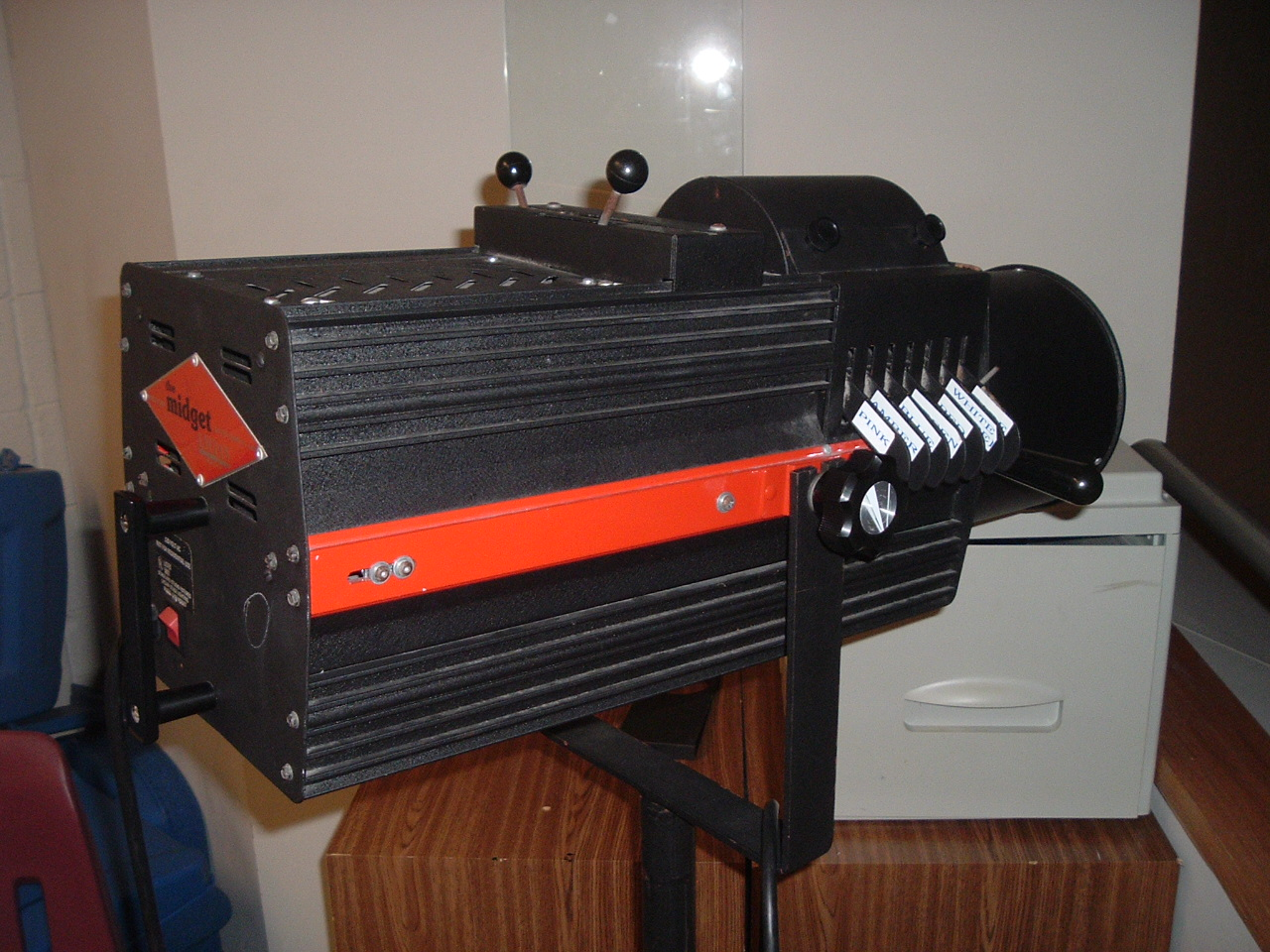
Un seguipersone

Il seguipersone, conosciuto anche come occhio di bue, è uno degli strumenti utilizzati per l'illuminazione in ambito teatrale, televisivo, musicale, ed in generale in tutti i campi dello spettacolo.
Si distingue per la capacità di proiettare un fascio di luce concentrato e molto ben definito, e per il fatto di essere costantemente manovrato da un operatore; infatti l'utilizzo tipico è quello di "seguire" i movimenti di un attore, cantante, ballerino sul palcoscenico. Generalmente i seguipersona vengono collocati nella parte del teatro opposta al palcoscenico, in fondo alla platea (fondosala) o, quando possibile, in galleria. Talvolta vengono collocati sui ballatoi laterali dei palcoscenici dei grandi teatri, o sulle strutture metalliche che sovrastano i palchi di grandi eventi musicali.
Caratteristici di un seguipersone sono:
- Una potente sorgente luminosa, generalmente una lampada a scarica con temperatura di colore elevata.
- Un sistema ottico per la messa a fuoco del fascio proiettato.
- Un dispositivo meccanico per la regolazione dell'intensità del fascio luminoso.
- Un diaframma a iride per la regolazione del diametro del fascio proiettato.
- Un dispositivo "cambiacolori" che consente il rapido inserimento e disinserimento di gelatine per variare il colore della luce emessa.
- Un eventuale modulo esterno (a pavimento) per predisporre l'alimentazione elettrica (ballast)[1].

In ambito professionale, il più celebre modello di seguipersona è il Super Trouper prodotto dalla Strong Entertainment Lighting, ricordato nella canzone omonima degli ABBA.